# 路振飛
路振飛（1590年—1647年），字見白，號皓月，直隸廣平府曲周縣东关人，明末和南明重臣。天啟乙丑進士。

## 生平
天启五年（1625年）登乙丑科进士，初任泾阳縣知县，在任期間地方出現饑荒，路振飛設法蠲賑，撫集流移，前後救活了數萬人。後來鄰近的州縣盜起，延及雲陽，路振飛團練鄉勇，又身先士卒督戰，最終成功殲滅入侵的盜賊頭領數十人，使得以後盜賊們「相戒毋敢入境」。又打通河運，致使泾阳出現「渭川百貨咸集於涇，所省輦負費十之八」。路振飛也曾拒建魏忠贤生祠。
崇祯四年（1631年）擢四川道監察御史，任內極言時弊，但多不被接納。崇禎六年（1633年）巡按福建，海盗刘香勾结荷兰人入侵者犯边，振飛重用鄭芝龍，平定劉香，驅逐荷兰艦隊。後改為巡按蘇松，期間東林黨人钱谦益、瞿式耜被奸民张汉儒污衊，路振飛上書解釋二人無罪，因而得罪權臣溫體仁，被貶為河南按察司檢校，後累遷至光祿少卿。
崇祯十六年（1643年）秋，擢都察院右佥都御史，总督漕运，巡抚淮扬，任內派遣金聲桓等分道防河，又團練鄉兵，犒以牛酒，數年間便得強兵數萬。甲申之變後，路振飛致书南京兵部尚书史可法，谓“伦序当在福王，宜早定社稷主”。
弘光政权覆亡後，明紹宗（隆武帝）即位，於振飞有舊恩，下詔封振飛為右都御史、太子太保、文渊阁大学士兼吏部尚书等职。路振飛三子路澤濃年方十七，隨父親謁見隆武帝，隆武帝賜其名為太平，授錦衣衛百戶、改兵部職方司主事，不久，升廣西按察使司僉事。終官吏部尚书兼兵部尚书、武英殿大学士。隆武二年（清顺治三年，1646年）清兵陷仙霞关，紹宗走汀州，振飛亡海岛。永曆元年（顺治四年，1647年），振飛南下投奔昭宗，是年四月二十二日病死於广州順德陈村途中，谥文贞。

## 家族
有子路澤溥、路澤淳、路澤濃。

## 著作
著有《路文贞公集》、《路见白诗》等。